# Hotel Amarilis
Hotel Amarilis je funkcionalistická stavba architekta Ludvíka Kysely dokončená v roce 1929. Administrativní budova s luxusními byty byla původně postavena pro pojišťovnu Patria, později zde bývala škola. V devadesátých letech dvacátého století byla budova upravena na hotel, tomuto účelu slouží dosud.